# 短距翠雀花
短距翠雀花（学名：Delphinium forrestii）是毛茛科翠雀属的植物，为中国的特有植物。分布于中国大陆的西藏、云南等地，生长于海拔3,100米至4,100米的地区，见于山地草坡及林边，目前尚未由人工引种栽培。

## 异名
- Delphinium fengii W. T. Wang
- Delphinium forrestii Diels var. leiophyllum W. T. Wang
- Delphinium forrestii Diels var. viride (W. T. Wang) W. T. Wang